# Långtjärnen (Åre socken, Jämtland, 706979-132750)
Långtjärnen är en sjö i Verdals kommun och Åre kommun i Jämtland och ingår i Indalsälvens huvudavrinningsområde. Sjön har en area på 0,0788 kvadratkilometer och ligger 501,7 meter över havet.

## Delavrinningsområde
Långtjärnen ingår i det delavrinningsområde (706939-132753) som SMHI kallar för Ovan None. Medelhöjden är 530 meter över havet och ytan är 1,69 kvadratkilometer. Det finns ett avrinningsområde uppströms, och räknas det in blir den ackumulerade arean 2,98 kvadratkilometer. Vattendraget som avvattnar avrinningsområdet har biflödesordning 3, vilket innebär att vattnet flödar genom totalt 3 vattendrag innan det når havet efter 373 kilometer. Avrinningsområdet består mestadels av skog (53 procent), öppen mark (19 procent) och sankmarker (16 procent). Avrinningsområdet har 0,08 kvadratkilometer vattenytor vilket ger det en sjöprocent på 4,6 procent.